# Kerékpározás a 2000. évi nyári olimpiai játékokon
A 2000. évi nyári olimpiai játékokon a kerékpározás versenyei tizennyolc számból álltak.

## Éremtáblázat
A rendező ország csapata eltérő háttérszínnel, az egyes számoszlopok legmagasabb értéke, vagy értékei vastagítással kiemelve.
| A 2000. évi nyári olimpiai játékok éremtáblázata kerékpározásban | A 2000. évi nyári olimpiai játékok éremtáblázata kerékpározásban | A 2000. évi nyári olimpiai játékok éremtáblázata kerékpározásban | A 2000. évi nyári olimpiai játékok éremtáblázata kerékpározásban | A 2000. évi nyári olimpiai játékok éremtáblázata kerékpározásban | Olimpia  |
| ---------------------------------------------------------------- | ---------------------------------------------------------------- | ---------------------------------------------------------------- | ---------------------------------------------------------------- | ---------------------------------------------------------------- | -------- |
|                                                                  | Ország                                                           | Arany                                                            | Ezüst                                                            | Bronz                                                            | Összesen |
| 1.                                                               | Franciaország (FRA)                                              | 5                                                                | 2                                                                | 1                                                                | 8        |
| 2.                                                               | Németország (GER)                                                | 3                                                                | 4                                                                | 3                                                                | 10       |
| 3.                                                               | Hollandia (NED)                                                  | 3                                                                | 1                                                                | 0                                                                | 4        |
| 4.                                                               | Ausztrália (AUS)                                                 | 2                                                                | 2                                                                | 3                                                                | 7        |
| 5.                                                               | Olaszország (ITA)                                                | 2                                                                | 0                                                                | 1                                                                | 3        |
| 6.                                                               | Nagy-Britannia (GBR)                                             | 1                                                                | 1                                                                | 3                                                                | 5        |
| 7.                                                               | Oroszország (RUS)                                                | 1                                                                | 1                                                                | 2                                                                | 4        |
| 8.                                                               | Egyesült Államok (USA)                                           | 1                                                                | 1                                                                | 0                                                                | 2        |
| 9.                                                               | Spanyolország (ESP)                                              | 1                                                                | 0                                                                | 1                                                                | 2        |
|                                                                  |                                                                  |                                                                  |                                                                  |                                                                  |          |
| 10.                                                              | Svájc (SUI)                                                      | 0                                                                | 2                                                                | 1                                                                | 3        |
| 11.                                                              | Belgium (BEL)                                                    | 0                                                                | 2                                                                | 0                                                                | 2        |
| 12.                                                              | Ukrajna (UKR)                                                    | 0                                                                | 1                                                                | 1                                                                | 2        |
| 13.                                                              | Kazahsztán (KAZ)                                                 | 0                                                                | 1                                                                | 0                                                                | 1        |
| 13.                                                              | Uruguay (URU)                                                    | 0                                                                | 1                                                                | 0                                                                | 1        |
|                                                                  |                                                                  |                                                                  |                                                                  |                                                                  |          |
| 15.                                                              | Kína (CHN)                                                       | 0                                                                | 0                                                                | 1                                                                | 1        |
| 15.                                                              | Litvánia (LTU)                                                   | 0                                                                | 0                                                                | 1                                                                | 1        |
|                                                                  |                                                                  |                                                                  |                                                                  |                                                                  |          |
| Összesen                                                         | Összesen                                                         | 18                                                               | 18                                                               | 17                                                               | 53       |

## Érmesek

### Országúti számok
| A 2000. évi nyári olimpiai játékok érmesei országúti kerékpározásban |                                                               |                                                     |                                                      |
| Versenyszám                                                          | Arany                                                         | Ezüst                                               | Bronz                                                |
| Férfi országúti időfutam (46,8 km)                                   | Vjacseszlav Jekimov · Oroszország (RUS) · 57:40               | Jan Ullrich · Németország (GER) · 57:48             | utólag elvették                                      |
| Férfi országúti mezőnyverseny (239,4 km)                             | Jan Ullrich · Németország (GER) · 5:29:08                     | Alekszandr Vinokurov · Kazahsztán (KAZ) · 5:29:17   | Andreas Klöden · Németország (GER) · 5:29:20         |
| Női országúti időfutam (31,2 km)                                     | Leontien Zijlaard-van Moorsel · Hollandia (NED) · 42:00       | Mari Holden · Egyesült Államok (USA) · 42:37        | Jeannie Longo-Ciprelli · Franciaország (FRA) · 42:52 |
| Női országúti mezőnyverseny (119,4 km)                               | Leontien Zijlaard-van Moorsel · Hollandia (NED) · 3:06:31.001 | Hanka Kupfernagel · Németország (GER) · 3:06:31.002 | Diana Žiliūtė · Litvánia (LTU) · 3:06:31.003         |

### Pálya-kerékpározás
| A 2000. évi nyári olimpiai játékok érmesei pálya-kerékpározásban |                                                                               | |                                                                                    |
| Versenyszám                                                      | Arany                                                                         | Ezüst                                                                                                  | Bronz                                                                              |
| Férfi 1 km időfutam                                              | Jason Queally · Nagy-Britannia (GBR) · 1:01.609                               | Stefan Nimke · Németország (GER) · 1:02.487                                                            | Shane Kelly · Ausztrália (AUS) · 1:02.818                                          |
| Férfi 4000 méter egyéni üldözőverseny                            | Robert Bratko · Németország (GER)                                             | Jens Lehmann · Németország (GER)                                                                       | Bradley McGee · Ausztrália (AUS)                                                   |
| Férfi sprint egyéniverseny                                       | Marty Northstein · Egyesült Államok (USA)                                     | Florian Rousseau · Franciaország (FRA)                                                                 | Jens Fiedler · Németország (GER)                                                   |
| Férfi keirin                                                     | Florian Rousseau · Franciaország (FRA)                                        | Gary Neiwand · Ausztrália (AUS)                                                                        | Jens Fiedler · Németország (GER)                                                   |
| Férfi pontverseny                                                | Juan Llaneras · Spanyolország (ESP)                                           | Milton Wynants · Uruguay (URU)                                                                         | Alekszej Markov · Oroszország (RUS)                                                |
| Férfi madison                                                    | Ausztrália (AUS) · Brett Aitken · Scott McGrory                               | Belgium (BEL) · Étienne De Wilde · Matthew Gilmore                                                     | Olaszország (ITA) · Silvio Martinello · Marco Villa                                |
| Férfi olimpiai sprint csapat                                     | Franciaország (FRA) · Florian Rousseau · Arnaud Tournant · Laurent Gané       | Nagy-Britannia (GBR) · Chris Hoy · Craig Maclean · Jason Queally                                       | Ausztrália (AUS) · Gary Neiwand · Sean Eadie · Darryn Hill                         |
| Férfi 4000 méter csapat üldözőverseny                            | Németország (GER) · Guido Fulst · Robert Bartko · Daniel Becke · Jens Lehmann | Ukrajna (UKR) · Szerhij Csernyavszkij · Szerhij Matvjejev · Olekszandr Szimonenko · Olekszandr Fedenko | Nagy-Britannia (GBR) · Paul Manning · Chris Newton · Bryan Steel · Bradley Wiggins |
| Női 500 méteres időfutam                                         | Félicia Ballanger · Franciaország (FRA) · 34.14                               | Michelle Ferris · Ausztrália (AUS) · 34.70                                                             | Csiang Cuj-hua · Kína (CHN) · 34.77                                                |
| Női 3000 méteres egyéni üldöző                                   | Leontien Zijlaard-van Moorsel · Hollandia (NED)                               | Marion Clignet · Franciaország (FRA)                                                                   | Yvonne McGregor · Nagy-Britannia (GBR)                                             |
| Női sprint                                                       | Félicia Ballanger · Franciaország (FRA)                                       | Okszana Grisina · Oroszország (RUS)                                                                    | Irina Janovics · Ukrajna (UKR)                                                     |
| Női pontverseny                                                  | Antonella Belluti · Olaszország (ITA)                                         | Leontien Zijlaard-van Moorsel · Hollandia (NED)                                                        | Olga Szljuszareva · Oroszország (RUS)                                              |

### Hegyi-kerékpározás
| A 2000. évi nyári olimpiai játékok érmesei hegyi-kerékpározásban |                                                    |                                               |                                                      |
| Versenyszám                                                      | Arany                                              | Ezüst                                         | Bronz                                                |
| Férfi hegyíkerékpár                                              | Miguel Martinez · Franciaország (FRA) · 2:09:02.50 | Filip Meirhaeghe · Belgium (BEL) · 2:10:05.51 | Christoph Sauser · Svájc (SUI) · 2:11:21.00          |
| Női hegyíkerékpár                                                | Paola Pezzo · Olaszország (ITA) · 1:49:24.38       | Barbara Blatter · Svájc (SUI) · 1:49:51.42    | Margarita Fullana · Spanyolország (ESP) · 1:49:57.39 |